# Pięciobój nowoczesny na Letnich Igrzyskach Olimpijskich 2012
Pięciobój nowoczesny na Letnich Igrzyskach Olimpijskich 2012 rozgrywany był w dniach od 11 do 12 sierpnia 2012 w hali Copper Box, parku Greenwich Park i pływalni Aquatics Centre. W turnieju olimpijskim uczestniczyło 72 zawodników w dwóch konkurencjach.

## Konkurencje
Kobiety
- indywidualnie

Mężczyźni
- indywidualnie

W skład pięcioboju nowoczesnego wchodzą:
- szermierka szpadą
- pływanie (200 m stylem dowolnym)
- jazda konna (skoki przez przeszkody)
- bieg przełajowy (3 km) ze strzelaniem (pistolet)

## Medaliści
| Konkurencja | Złoto              | Srebro          | Brąz         |
| Kobiety     | Laura Asadauskaitė | Samantha Murray | Yane Marques |
| Mężczyźni   | David Svoboda      | Cao Zhongrong   | Ádám Marosi  |

## Tabela medalowa
| Miejsce | Państwo         | Złoto | Srebro | Brąz | Razem |
| ------- | --------------- | ----- | ------ | ---- | ----- |
| 1       | Czechy          | 1     | 0      | 0    | 1     |
| 1       | Litwa           | 1     | 0      | 0    | 1     |
| 3       | Chiny           | 0     | 1      | 0    | 1     |
| 3       | Wielka Brytania | 0     | 1      | 0    | 1     |
| 5       | Węgry           | 0     | 0      | 1    | 1     |
| 5       | Brazylia        | 0     | 0      | 1    | 1     |
|         | Razem           | 2     | 2      | 2    | 6     |